# Amstel Gold Race 1972
La 7e édition de la course cycliste, l'Amstel Gold Race a eu lieu le 26 mars 1972 et a été remportée par le Belge Walter Planckaert.

## Classement final
| Pos. | Coureur           | Pays     | Équipe                           | Temps           |
| ---- | ----------------- | -------- | -------------------------------- | --------------- |
| 1.   | Walter Planckaert | Belgique | Watney-Avia                      | 6 h 17 min 39 s |
| 2.   | Willy De Geest    | Belgique | Van Cauter-Magniflex-De Gribaldy | + 0 s           |
| 3.   | Joop Zoetemelk    | Pays-Bas | Flandria-Beaulieu                | + 0 s           |
| 4.   | Gerard Vianen     | Pays-Bas | Goudsmit-Hoff                    | + 14 s          |
| 5.   | Willy Planckaert  | Belgique | Goldor-Ijsboerke                 | + 14 s          |
| 6.   | André Dierickx    | Belgique | Flandria-Beaulieu                | + 14 s          |
| 7.   | Frans Verbeeck    | Belgique | Watney-Avia                      | + 14 s          |
| 8.   | Gerben Karstens   | Pays-Bas | Rokado                           | + 14 s          |
| 9.   | Rik Van Linden    | Belgique | Van Cauter-Magniflex-De Gribaldy | + 14 s          |
| 10.  | Willy Teirlinck   | Belgique | Sonolor                          | + 14 s          |